# Hideo Fukushima
| (19310) Osawa                                  | 4. November 1996 | [1]     |
| (100483) NAOJ                                  | 30. Oktober 1994 | [1],[2] |
| - [1] mit Isao Satō - [2] mit Naotaka Yamamoto |                  |         |

Hideo Fukushima (Fukushima Hideo; * 1953) ist ein japanischer Astronom und Asteroidenentdecker.
Er benutzt für seine Arbeit die Mitaka-Station (IAU-Code 388) des National Astronomical Observatory of Japan in Mitaka westlich von Tokio. Zusammen mit Kollegen entdeckte er dort im Zeitraum von 1994 bis 1996 insgesamt zwei Asteroiden.
Der Asteroid (6345) Hideo wurde nach ihm benannt.